# Piersi (zespół muzyczny)

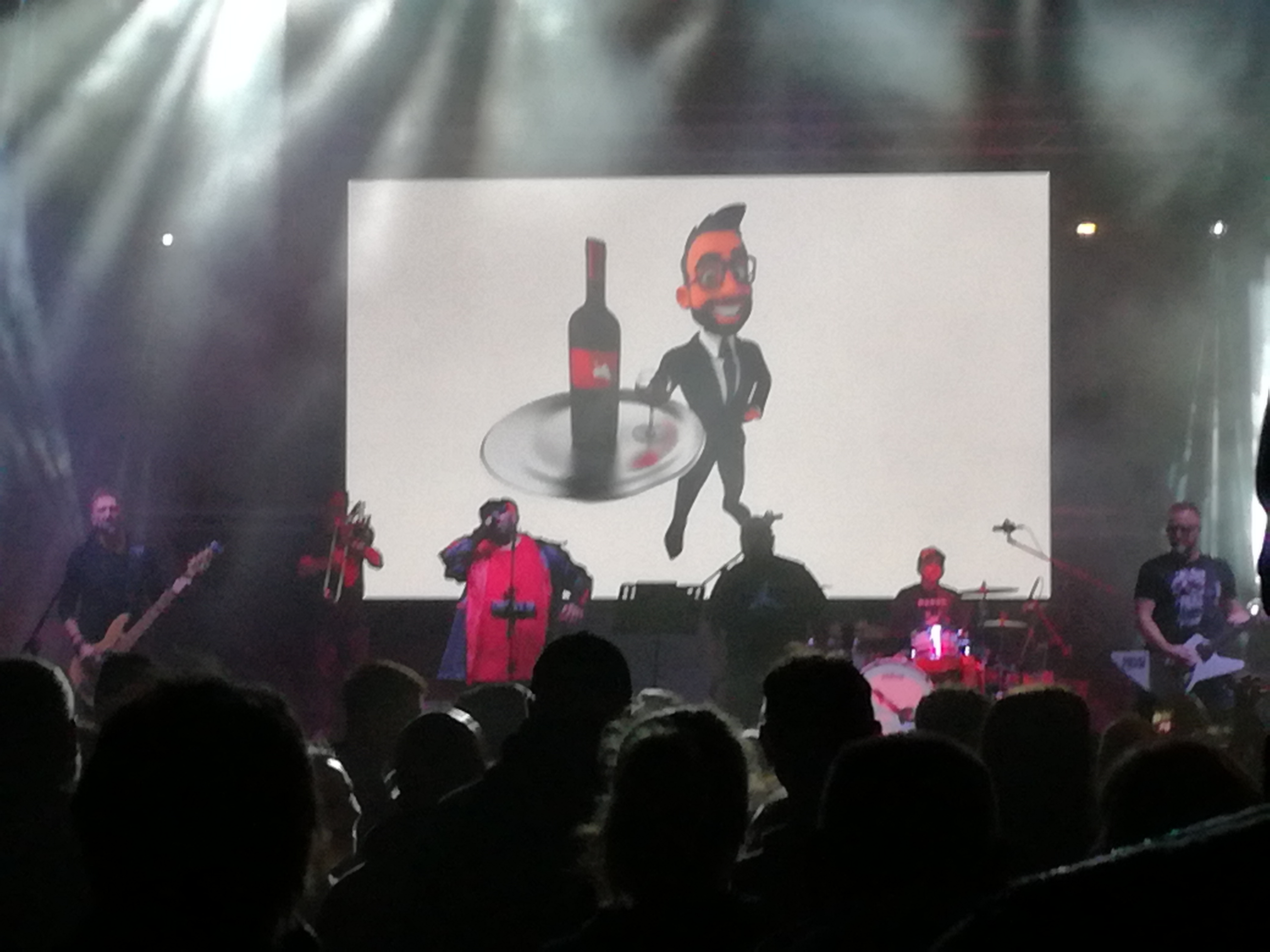
Zespół Piersi podczas koncertu w Suchowoli po zakończeniu Europarady 2024, 23.06.2024

Piersi – polski zespół grający szeroko pojętą muzykę rockową. Powstał w 1984 roku w Niemodlinie z inicjatywy wokalisty Pawła Kukiza, gitarzysty Rafała Jezierskiego, basisty Zbigniewa Moździerskiego oraz perkusisty Andrzeja Olszewskiego. W 1997 roku po związaniu się z krajowym oddziałem koncernu EMI formacja przyjęła nazwę Kukiz i Piersi. Do 2013 roku funkcję lidera Piersi pełnił Paweł Kukiz, wraz z którym w składzie formacja zarejestrowała dziewięć wydawnictw, a także wylansowała m.in. takie przeboje jak „Maryna”, „Zośka”, „Całuj mnie” i „O, Hela”. Ówczesną twórczość zespołu charakteryzowały prześmiewcze teksty, poruszające kwestie społeczne, kulturalne i polityczne w Polsce.
Po opuszczeniu w 2013 roku składu przez Kukiza szeregi formacji uzupełnił wokalista bułgarskiego pochodzenia – Adam „Asan” Asanow. Natomiast nazwa grupy została skrócona do – Piersi. W odnowionym składzie zespół zarejestrował wyróżniony dwukrotnie platynową płytą album pt. Piersi i przyjaciele 2. Pochodząca z płyty piosenka „Bałkanica”, utrzymana w stylistyce pop-rocka i folku, przysporzyła grupie nowych odbiorców. Kompozycja trafiła na liczne listy przebojów rozgłośni radiowych w Polsce.
Na tle nieporozumień pomiędzy członkami zespołu Piersi a Pawłem Kukizem, Kukiz stworzył nowy zespół pod nazwą Kukiz i Piersi. Debiutancki singel grupy Kukiz i Piersi pt. „Wakacyjna miłość” ukazał się w 2015 roku. Muzycy Piersi odcięli się od działalności tej formacji stwierdzając, że nie mają z nią nic wspólnego.

## Historia

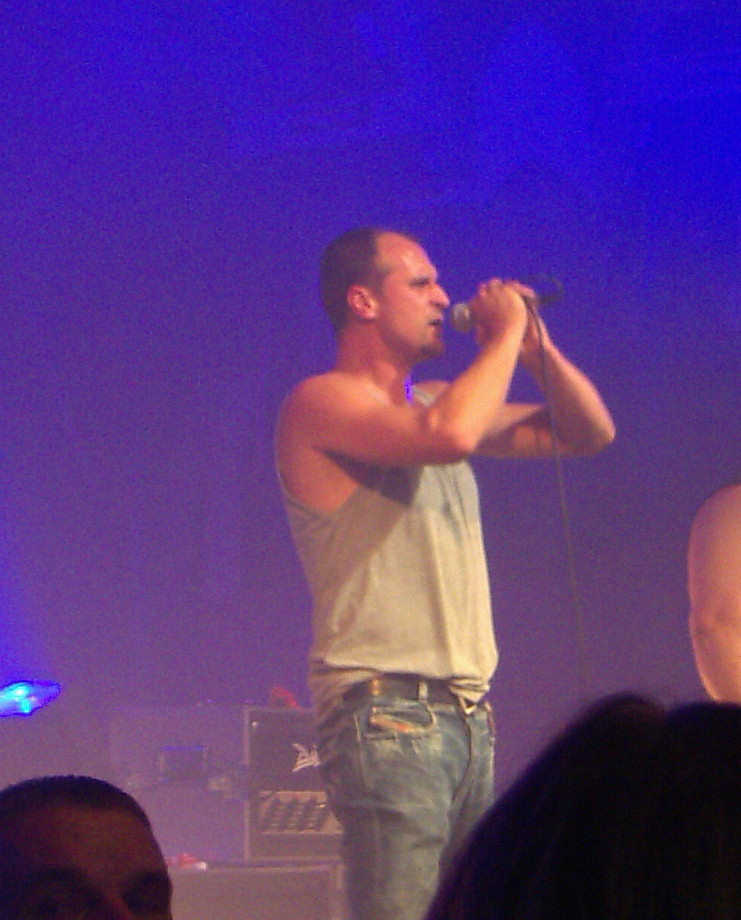
Paweł Kukiz, wokalista zespołu Piersi w latach 1984–2013

Zespół powstał w 1984 roku w Niemodlinie z inicjatywy wokalisty Pawła Kukiza, gitarzysty Rafała Jezierskiego, basisty Zbigniewa „Dziadka” Moździerskiego oraz perkusisty Andrzeja Olszewskiego, na kanwie formacji Hak. Przez szereg lat działalność formacji była ograniczona, jej lider – Paweł Kukiz, zaangażowany był wówczas w projekt Aya RL. Ostatecznie w 1990 roku po opuszczeniu przez Kukiza składu Aya RL działalność Piersi zyskała na intensywności. Grupa zadebiutowała w 1992 roku albumem pt. Piersi, który ukazał się nakładem wytwórni muzycznej Polskie Nagrania Muza. Na płycie znalazł się kontrowersyjny utwór „ZCHN zbliża się”, który przysporzył zespołowi popularności. Utwór ten powstał na bazie melodii z pieśni kościelnej – „Pan Jezus już się zbliża”, do której powstał nowy tekst. W 1993 roku nakładem wytwórni muzycznej Silverton ukazał się drugi album formacji zatytułowany My już są Amerykany.
W 1994 roku został wydany cover album Piersi zatytułowany 60/70 Piersi i przyjaciele. Na płycie znalazły się interpretacje utworów m.in. z repertuaru Grupy Skifflowej No To Co, Karin Stanek, Macieja Kossowskiego i Czerwonych Gitar. Gościnnie w nagraniach wzięli udział m.in. wokalista zespołu Proletaryat – Tomasz Olejnik, artystka solowa – Kasia Kowalska oraz liderka zespołu Closterkeller – Anja Orthodox. Również w 1994 roku do sprzedaży trafił jedyny album koncertowy grupy Live '93. Na wydawnictwie znalazł się zapis występu formacji podczas Festiwalu w Jarocinie. Tego samego roku muzycy zorganizowali w Niemodlinie koncert z okazji dziesięciolecia działalności. W jego ramach poza jubilatami wystąpiły ponadto m.in. zespoły Acid Drinkers i Closterkeller.
W 1995 roku ukazał się trzeci album formacji zatytułowany Powrót do raju. Na płycie znalazły się m.in. utrzymane w konwencji satyry na ówczesną sytuację polityczną piosenki „Powróćże komuno” i „Bolszewicy na mszy, czyli pieśni o cudownym nawróceniu”. Rok później odbyła się premiera filmu sensacyjnego „Girl Guide” w reżyserii Juliusza Machulskiego, w którym Paweł Kukiz zagrał jedną z głównych ról. W obrazie wykorzystano ponadto piosenki z repertuaru Piersi m.in. takie jak „My już są Amerykany” i „Zośka”.
24 listopada 1997 roku nakładem wytwórni muzycznej Pomaton EMI ukazał się czwarty album grupy pt. Raj na ziemi, a także pierwszy sygnowany nazwą Kukiz i Piersi. Pochodzące z płyty piosenki „Całuj mnie” i „O, Hela” zyskały miano przebojów, plasując się odpowiednio na 4. i 13. miejscu Listy Przebojów Programu Trzeciego Polskiego Radia. Ponadto teledysk do utworu „O, Hela” uzyskał nominację do nagrody polskiego przemysłu fonograficznego Fryderyka w kategorii Teledysk roku. Rok później do sprzedaży trafiła pierwsza kompilacja nagrań zespołu pt. ...przeboje. Piąty album grupy pt. Pieśni ojczyźniane został wydany 25 kwietnia 2000 roku. Gościnnie w nagraniach wzięli udział m.in. gitarzysta Maciej Gładysz, znany m.in. z występów w zespole Wilki oraz wokalistka Dominika Kurdziel, rozpoznawalna wówczas jako perkusistka w talk-show Wojciecha Jagielskiego „Wieczór z wampirem” (RTL7). W przeciwieństwie do poprzedniego wydawnictwa Kukiza i Piersi Pieśni ojczyźniane nie spotkały się z równie dużą popularnością.

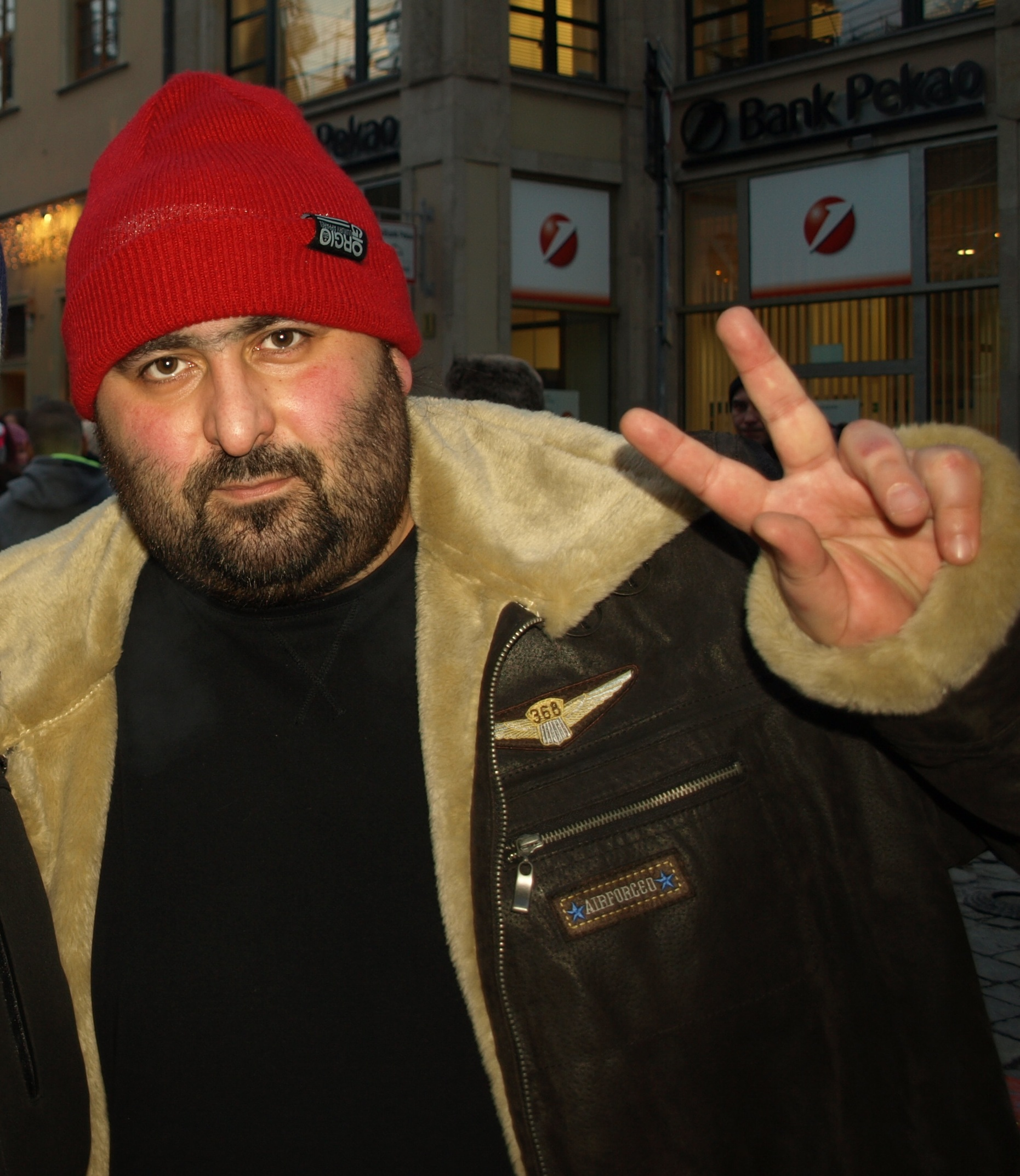
Adam „Asan” Asanow – wokalista zespołu Piersi od 2013 roku

4 października 2004 roku ukazał się szósty album zespołu zatytułowany Piracka płyta. Wydawnictwo uplasowało się na 2. miejscu najpopularniejszych płyt w Polsce (OLiS). Nagrodzone złotą płytą nagrania uzyskały ponadto nominację do Fryderyka w kategorii Album roku – rock. Prawdopodobnie największą popularnością cieszyła się pochodząca z płyty piosenka „Nie gniewaj się Janek”, która dotarła do 2. miejsca w audycji TVP2 – „30 ton – lista, lista przebojów”. Po 2005 roku działalność wydawnicza zespołu uległa wstrzymaniu, jednakoż muzycy nadal koncertowali, m.in. podczas letnich festiwali muzycznych. W 2010 roku lider formacji Paweł Kukiz nagrał album wraz z Maciejem Maleńczukiem z repertuarem Kabaretu Starszych Panów – Starsi panowie. Następnie wokalista podjął solową działalność artystyczną. Jego debiutancki album zatytułowany Siła i honor ukazał się w 2012 roku.
Na początku 2013 roku skład zespołu opuścił Paweł Kukiz. Wkrótce potem z zespołu odeszli także klawiszowiec Krzysztof „Alladyn” Imiołczyk oraz gitarzysta Wojciech „Amorek” Cieślak. Zespół podjął się kontynuacji działalności w odnowionym składzie. Funkcję wokalisty objął Adam „Asan” Asanow – muzyk bułgarskiego pochodzenia. Ponadto do grupy dołączyli gitarzysta Adam „Hans” Kłos, puzonista Marcin „Rospor” Respondek i trębacz Erwin Żebro. Natomiast nazwa grupy została skrócona do – Piersi. 14 października, także 2013 roku nakładem Agencji Muzycznej Polskiego Radia do sprzedaży trafił kolejny album formacji zatytułowany Piersi i przyjaciele 2. Gościnnie w nagraniach wzięli udział m.in. członek zespołu TSA – Andrzej Nowak, związany z grupą Big Cyc – Jacek „Dżej Dżej” Jędrzejak, lider formacji Lipali – Tomek „Lipa” Lipnicki oraz bracia Paweł i Łukasz Golcowie. Ponadto w jednym z utworów wystąpił były członek Piersi – Rafał „Jezioro” Jezierski.
Dziesiąta produkcja grupy dotarła do 2. miejsca polskiej listy przebojów – OLiS. Z kolei pochodząca z płyty piosenka „Bałkanica” promująca swoisty powrót Piersi, przysporzyła grupie nowych odbiorców. Kompozycja dotarła m.in. do 5. miejsca Polish Airplay Chart oraz była notowana na licznych listach przebojów takich rozgłośni radiowych jak RMF FM, czy Eska. Na początku 2014 roku płyta uzyskała certyfikat złotej znalazłszy 15 tys. nabywców w kraju. Natomiast niespełna dwa miesiąca później wydawnictwo zostało wyróżnione platynową płytą.

## Spór o prawa do nazwy zespołu
Po odejściu Pawła Kukiza z zespołu Zbigniew Moździerski 4 marca 2013 zgłosił słowno-graficzny znak towarowy Piersi do Urzędu Patentowego RP. Znak ten został zarejestrowany 23 maja 2014 pod numerem R-266816. Od momentu rejestracji Kukiz nie mógł legalnie posługiwać się tym określeniem w swojej działalności muzycznej.
W następstwie tego Paweł Kukiz i Rafał Jezierski złożyli w marcu 2015 pozew, w którym domagali się zaprzestania posługiwania się nazwą i logotypem Piersi przez ówczesnych członków zespołu bez zgody Pawła Kukiza oraz zażądali wydania przez pozwanych oświadczenia, w którym uznaliby, że są to dobra osobiste jedynie Pawła Kukiza. Sąd rozpatrujący sprawę zakazał posługiwania się nazwą i logotypem Piersi oraz wydawania płyt pod tą nazwą do momentu zakończenia sprawy (formacja planowała 30 marca 2015 wydanie albumu studyjnego pt. Płyta jarmarczno-rockowa pod nazwą Piersi).
Sąd Okręgowy w Opolu wydał 26 października 2016 orzeczenie, w którym uznał, że muzycy zespołu nie naruszają prawa. Kukiz i Jezierski złożyli apelację. Sąd Apelacyjny we Wrocławiu, 13 kwietnia 2017 wydał prawomocny wyrok, w którym podtrzymał postanowienie sądu niższej instancji; od tej chwili zespół Piersi mógł swobodnie posługiwać się swoją nazwą i logotypem.

## Muzycy
| Obecny skład zespołu - Marek „Mały” Kryjom – wokal wspierający, gitara, instrumenty perkusyjne, harmonijka ustna - Adam „Asan” Asanow – wokal prowadzący - Zbigniew „Dziadek” Moździerski – gitara basowa, instrumenty klawiszowe, wokal wspierający - Adam „Hans” Kłos – gitara, wokal wspierający - Marcin „Manio” Papior – perkusja - Marcin „Rospor” Respondek – puzon - Erwin Żebro – trąbka |  | Byli członkowie zespołu - Paweł Kukiz – wokal prowadzący, instrumenty klawiszowe - Krzysztof „Alladyn” Imiołczyk – instrumenty klawiszowe - Wojciech „Amorek” Cieślak – gitara, gitara basowa, wokal wspierający - Leszek Jakubowski – gitara, wokal wspierający - Rafał „Jezioro” Jezierski – gitara, wokal wspierający - Tomasz Żelasko – gitara - Ireneusz Zarzycki – gitara basowa - Zbigniew Mousterski – gitara basowa - Andrzej „Oli” Olszewski – perkusja - Krzysztof Wiercigroch – perkusja |

## Dyskografia
Albumy
| Piersi                      | - Data: 1992 - Wydawca: Polskie Nagrania Muza         | – |                |                            |
| My już są Amerykany         | - Data: 1993 - Wydawca: Silverton                     | – |                |                            |
| 60/70 Piersi i przyjaciele  | - Data: 1994 - Wydawca: Silverton                     | – |                |                            |
| Powrót do raju              | - Data: 1995 - Wydawca: Silverton                     | – |                |                            |
| Raj na ziemi                | - Data: 24 listopada 1997 - Wydawca: Pomaton EMI      | – | - POL: 50 000+ | - ZPAV: złota płyta        |
| Pieśni ojczyźniane          | - Data: 25 kwietnia 2000 - Wydawca: Pomaton EMI       | – |                |                            |
| Piracka płyta               | - Data: 4 października 2004 - Wydawca: Pomaton EMI    | 2 | - POL: 35 000+ | - ZPAV: złota płyta        |
| Piersi i przyjaciele 2      | - Data: 14 października 2013 - Wydawca: Polskie Radio | 2 | - POL: 60 000+ | - ZPAV: 2× platynowa płyta |
| Płyta jarmarczno-rockowa    | - Data: 16 sierpnia 2019 - Wydawca: ZPR Media         | – |                |                            |
| „–” album nie był notowany. |                                                       |   |                |                            |

Albumy koncertowe
| Tytuł    | Dane dot. albumu                  |
| -------- | --------------------------------- |
| Live '93 | - Data: 1994 - Wydawca: Silverton |

Kompilacje
| Tytuł                                      | Dane dot. albumu                                     |
| ------------------------------------------ | ---------------------------------------------------- |
| ...przeboje                                | - Data: 1998 - Wydawca: Silverton                    |
| Kukiz i Piersi. Kolekcja 20 Lecia Pomatonu | - Data: 29 marca 2011 - Wydawca: Warner Music Poland |

Single
| „Młode Tłoki”                    | 2000 | –  | –  | –  | 12 | Pieśni ojczyźniane       |
| „Nie gniewaj się Janek”          | 2004 | –  | 12 | –  | 2  | Piracka płyta            |
| „Bałkanica”                      | 2013 | 12 | 1  | 5  | –  | Piersi i przyjaciele 2   |
| „Bałkanica (Kalwi & Remi Remix)” | 2013 | –  | –  | –  | –  | –                        |
| „Bałkanica (Josh O’Nell Remix)”  | 2014 | –  | –  | –  | –  | –                        |
| „07 zgłoś się”                   | 2014 | –  | –  | 12 | –  | Płyta jarmarczno-rockowa |
| „–” singel nie był notowany.     |      |    |    |    |    |                          |

Notowane utwory
| „Miła”                                                        | 1990 | 8  | –  | –  | –  | Piersi                     |
| „Silesian Song”                                               | 1992 | 9  | –  | –  | –  | Piersi                     |
| „Nie samym chlebem człowiek żyje”                             | 1993 | 32 | –  | –  | –  | My już są Amerykany        |
| „Gdybyś kochał, hej” (gościnnie: Kasia Kowalska)              | 1994 | 17 | –  | –  | –  | 60/70 Piersi i Przyjaciele |
| „Umówiłem się z nią na dziewiątą” (gościnnie: Kasia Kowalska) | 1994 | 34 | –  | –  | –  | 60/70 Piersi i Przyjaciele |
| „Baw się w ciuciubabkę”                                       | 1996 | 50 | –  | –  | –  | 60/70 Piersi i Przyjaciele |
| „Maryna”                                                      | 1996 | –  | 8  | 14 | –  | Powrót do raju             |
| „Zośka”                                                       | 1996 | –  | 3  | –  | –  | Powrót do raju             |
| „Całuj mnie”                                                  | 1998 | 4  | 11 | 3  | 23 | Raj na ziemi               |
| „O, Hela”                                                     | 1998 | 13 | 29 | 15 | –  | Raj na ziemi               |
| „Miasteczko South Park”                                       | 2000 | –  | –  | 48 | –  | Pieśni ojczyźniane         |
| „Piosenka z takim tekstem żeby w radiu puszczali”             | 2005 | –  | –  | 22 | –  | Piracka płyta              |
| „System”                                                      | 2013 | –  | 2  | –  | –  | Piersi i przyjaciele 2     |
| „–” utwór nie był notowany.                                   |      |    |    |    |    |                            |

## Teledyski
| Tytuł                             | Rok  | Reżyseria    | Album                    |
| „Nie samym chlebem człowiek żyje” | 1993 |              | My już są Amerykany      |
| --------------------------------- | ---- | ------------ | ------------------------ |
| „Maryna”                          | 1996 | –            | Powrót do raju           |
| „O, Hela”                         | 1998 | Robert Turło | Raj na ziemi             |
| „Całuj mnie”                      | 1998 | –            | Raj na ziemi             |
| „Rowerek”                         | 2000 | –            | Pieśni ojczyźniane       |
| „Nie gniewaj się Janek”           | 2004 | –            | Piracka płyta            |
| „Bałkanica”                       | 2013 | Lion Film    | Piersi i przyjaciele 2   |
| „07 zgłoś się”                    | 2014 | –            | Płyta jarmarczno-rockowa |
| „Bujany”                          | 2015 | Piersi       | Płyta jarmarczno-rockowa |

## Nagrody i wyróżnienia
| Rok  | Kategoria                        | Tytułem                 | Nagroda           | Nota      | Źródło |
| ---- | -------------------------------- | ----------------------- | ----------------- | --------- | ------ |
| 1998 | Teledysk roku                    | „O, Hela”               | Fryderyki 1998    | Nominacja | [ 16 ] |
| 2004 | Album roku – rock                | Piracka płyta           | Fryderyki 2004    | Nominacja | [ 22 ] |
| 2005 | Scenariusz                       | „Nie gniewaj się Janek” | Yach Film 2005    | Wygrana   | [ 56 ] |
| 2005 | Kreacja aktorska                 | „Nie gniewaj się Janek” | Yach Film 2005    | Wygrana   | [ 56 ] |
| 2005 | Grand Prix                       | „Nie gniewaj się Janek” | Yach Film 2005    | Nominacja | [ 57 ] |
| 2005 | Plastyczna aranżacja przestrzeni | „Nie gniewaj się Janek” | Yach Film 2005    | Nominacja | [ 57 ] |
| 2014 | SuperZespół                      | Piersi                  | Superjedynki      | Wygrana   | [ 58 ] |
| 2014 | Superjedynka widzów              | Piersi                  | Superjedynki      | Wygrana   | [ 58 ] |
| 2014 | Utwór Roku                       | „Bałkanica”             | Fryderyki 2014    | Nominacja | [ 59 ] |
| 2014 | Najlepszy zespół                 | Piersi                  | Eska Music Awards | Nominacja | [ 60 ] |